# Tony Biakolo
Tony Biakolo (27 agosto 2006) è un calciatore centrafricano, difensore del settore giovanile del Slovácko e della nazionale centrafricana.

## Carriera

### Club
Cresce calcisticamente nel settore giovanile del Tolosa.

### Nazionale
Nel 2023 è stato convocato dalla nazionale Under-20 centrafricana per disputare la Coppa delle nazioni africane di categoria, dove ha giocato tre incontri nella fase a girone, conclusa all'ultimo posto. Il 15 marzo ha ricevuto la prima convocazione dalla nazionale maggiore, per la partita contro il Madagascar. Ha esordito sostituendo Geoffrey Kondogbia nei minuti finali del match.

## Statistiche

### Cronologia presenze e reti in nazionale
| Cronologia completa delle presenze e delle reti in nazionale ― Rep. Centrafricana | Cronologia completa delle presenze e delle reti in nazionale ― Rep. Centrafricana | Cronologia completa delle presenze e delle reti in nazionale ― Rep. Centrafricana | Cronologia completa delle presenze e delle reti in nazionale ― Rep. Centrafricana | Cronologia completa delle presenze e delle reti in nazionale ― Rep. Centrafricana | Cronologia completa delle presenze e delle reti in nazionale ― Rep. Centrafricana | Cronologia completa delle presenze e delle reti in nazionale ― Rep. Centrafricana | Cronologia completa delle presenze e delle reti in nazionale ― Rep. Centrafricana |
| Data                                                                              | Città                                                                             | In casa                                                                           | Risultato                                                                         | Ospiti                                                                            | Competizione                                                                      | Reti                                                                              | Note                                                                              |
| --------------------------------------------------------------------------------- | --------------------------------------------------------------------------------- | --------------------------------------------------------------------------------- | --------------------------------------------------------------------------------- | --------------------------------------------------------------------------------- | --------------------------------------------------------------------------------- | --------------------------------------------------------------------------------- | --------------------------------------------------------------------------------- |
| 27-3-2023                                                                         | Douala                                                                            | Rep. Centrafricana                                                                | 2 – 0                                                                             | Madagascar                                                                        | Qual. Coppa d'Africa 2023                                                         | -                                                                                 | 90’                                                                               |
| Totale                                                                            |                                                                                   | Presenze                                                                          | 1                                                                                 |                                                                                   | Reti                                                                              | 0                                                                                 |                                                                                   |